# 요계지
요계지(廖啟智, 랴오치즈, 영문명은 Dick Liu, 1953년 9월 30일 ~ 2021년 3월 28일) 은 홍콩의 연극배우, 영화배우, 텔레비전 연기자이다.

## 이력
1975년 연극배우 첫 데뷔하였고 1980년 텔레비전 드라마에 첫 출연하였으며 이듬해 1981년 홍콩 영화 《부자정(父子情)》의 단역으로 영화배우 데뷔하였다.

## 출연 작품

### 드라마
- 의천도룡기(1986)
- 초류향(1979)

### 영화
- 무간도 II: 혼돈의 시대(2003) - 삼숙 역
- 일급지공(2019)